# روبرت ليس
روبرت ليس (بالإنجليزية: Robert Lees)‏ هو قاضي وسياسي أمريكي، ولد في 3 يوليو 1842 في المملكة المتحدة، وتوفي في 21 سبتمبر 1908. انتخب عضو جمعية ولاية ويسكونسن.